# Los Frentones
Los Frentones est une localité argentine située dans la province du Chaco et dans le département d'Almirante Brown. Elle a été reclassée en commune de 2e catégorie par la loi no 2986-P adoptée le 20 mars 2019.

## Toponymie
Le nom de la localité est un hommage à la nation originelle des Abipons, connue sous le nom de Frentones en raison de la façon particulière dont ils se rasent les cheveux jusqu'au milieu de la tête. Ils constituent un groupe ethnique amérindien, de la famille des Guaycurú, étroitement lié aux Toba, Mocovíes, Pilagaes, Payaguaes et Mbayaes.

## Voies de communication
La principale voie de communication est la route nationale 16, qui la relie au sud-est à Pampa del Infierno et Resistencia, et au nord-ouest à Río Muerto et à la province de Salta.

## Démographie
La localité compte 4 712 habitants (Indec, 2010), ce qui représente une croissance par rapport aux 1 990 habitants (Indec, 1991) du recensement précédent. Dans la municipalité, le nombre total d'habitants était de 6 610 (Indec, 2001).